# Lampranthus productus
Lampranthus productus es una especie de planta suculenta perteneciente a la familia de las aizoáceas. Es originaria de Sudáfrica.

## Descripción
Es una pequeña planta suculenta perennifolia que alcanza un tamaño de 35 cm de altura, con flores de color violeta, a una altitud de 190 - 450  metros en Sudáfrica.

## Taxonomía
Lampranthus productus fue descrita por  (Haw.) N.E.Br., y publicado en The Gardeners' Chronicle, ser. 3 87: 211. 1930.
Etimología
Lampranthus: nombre genérico que deriva de las palabras griegas: lamprós = "brillante" y ánthos = "flor".
productus: epíteto
- Mesembryanthemum productum Haw. (1824) basónimo
- Lampranthus productus var. lepidus (Haw.) Schwantes
- Mesembryanthemum lepidum Haw. (1826)
- Lampranthus productus var. purpureus (L.Bolus) L.Bolus
- Mesembryanthemum productum var. purpureum L.Bolus (1929)[2][3]